# 霍赫賴希哈特山

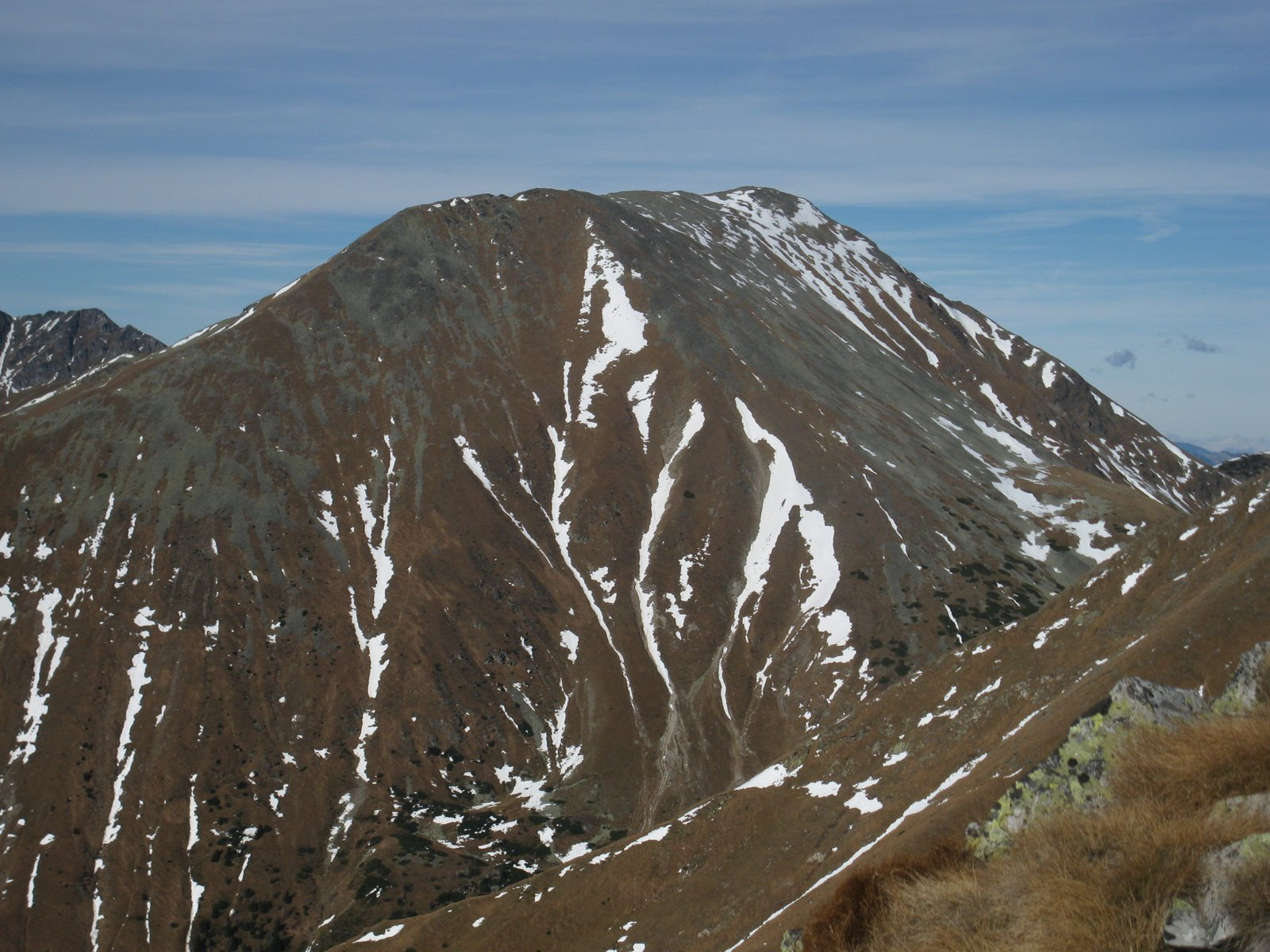

47°21′48.4106″N 14°40′54.808556″E / 47.363447389°N 14.68189126556°E
霍赫賴希哈特山（德語：Hochreichhart），是奧地利的山峰，位於該國東南部，由施泰爾馬克州負責管轄，屬於塞考爾陶恩山脈的一部分，距離蓋爾豪普特峰3.7公里，海拔高度2,416米，每年平均降雨量1,632毫米。